# Яловиці
Яловиці (пол. Jałowice, нім. Jaulitz) — село в Польщі, у гміні Броди Жарського повіту Любуського воєводства. Населення — 169 осіб (2011).
У 1975—1998 роках село належало до Зеленогурського воєводства.

## Демографія
Демографічна структура станом на 31 березня 2011 року:
|          | Загалом | Допрацездатний вік | Працездатний вік | Постпрацездатний вік |
| -------- | ------- | ------------------ | ---------------- | -------------------- |
| Чоловіки | 84      | 17                 | 61               | 6                    |
| Жінки    | 85      | 24                 | 50               | 11                   |
| Разом    | 169     | 41                 | 111              | 17                   |